# La balena/Settimo giorno
La balena/Settimo giorno è un singolo discografico di Orietta Berti, pubblicato nel 1980. 

## Descrizione
La balena era la sigla della trasmissione televisiva Domenica in, scritto da Giorgio Calabrese e Pippo Caruso che ne è anche l'arrangiatore, con la partecipazione del Piccolo Coro di Roma. L'anno successivo lo stesso brano fu inciso da Cristina D'Avena.
Nonostante non venga accreditato tra gli autori dei brani, Pippo Baudo e fra essi. Settimo giorno invece è la canzone pubblicata sul lato B del singolo, scritta dagli stessi autori.

## Tracce
1. La balena – 3:29 (Giorgio Calabrese e Pippo Caruso)
2. Settimo giorno – 2:53 (Giorgio Calabrese e Pippo Caruso)